# Mogwai Young Team
Mogwai Young Team (còn gọi là Young Team) là album phòng thu đầu tay của ban nhạc post-rock Scotland Mogwai. Sản xuất bởi Paul Savage và Andy Miller, album được phát hành ngày 27 tháng 10 năm 1997 qua hãng đĩa Chemikal Underground.
Mogwai Young Team được tái phát hành vào tháng 5 năm 2008 bởi Chemikal Underground, gồm bản remaster của album gốc với một đĩa đi kèm gồm nhạc khúc trong đợt thu âm Young Team và những bản live. Trong đĩa hai, chỉ "Young Face Gone Wrong" chưa được phát hành trước đó; ba track khác đã có mặt trong album tổng hợp hay đĩa nhạc khác.

## Tổng quan
Mogwai Young Team được thu âm vào mùa hè năm 1997 tại MCM Studios (nay mang tên Gargleblast Studios) ở Hamilton, Scotland, sản xuất bởi Paul Savage và Andy Miller. Album gần như không lời, với một ngoại lệ đáng kể là ("R U Still in 2 It", với giọng hát của Aidan Moffat nhóm Arab Strap), dù nhiều nhạc khúc khác có đoạn thu tiếng nói, từ nói trên điện thoại ("Tracy"), đọc ("Yes! I Am a Long Way from Home"), đến lẩm bẩm ("Katrien"). Phần nhạc cụ cũng tương đối tối giản, gồm chủ yếu guitar, bass và trống, dù có những nhạc cụ khác đóng góp cho album, như glockenspiel ("Tracy"), piano ("Radar Maker", "With Portfolio", "A Cheery Wave from Stranded Youngsters") và sáo ("Mogwai Fear Satan"). Ban nhạc chỉ sáng tác trước ba nhạc khúc lúc họ bước chân vào phòng thu.
Bìa đĩa, do Brendan O'Hare chụp và đảo màu, là hình chụp chi nhánh ngân hàng Fuji tọa lạc ở Shibuya, Tokyo, Nhật Bản.

## Tiếp nhận
| Đánh giá chuyên môn           | Đánh giá chuyên môn |
| Nguồn đánh giá                | Nguồn đánh giá      |
| Nguồn                         | Đánh giá            |
| ----------------------------- | ------------------- |
| AllMusic                      | [ 5 ]               |
| Encyclopedia of Popular Music | [ 6 ]               |
| The Guardian                  | [ 7 ]               |
| NME                           | 9/10                |
| Pitchfork                     | 9.7/10              |
| PopMatters                    | 9/10                |
| Record Collector              | [ 11 ]              |
| The Rolling Stone Album Guide | [ 12 ]              |

Mogwai Young Team đạt vị trí số 75 trên UK Albums Chart. Album bán được hơn 30.000 bản tại Vương quốc Liên hiệp Anh.
Năm 2003, Mogwai Young Team được xếp ở số 97 trên Top 100 Albums of the 1990s của Pitchfork.

## Danh sách nhạc khúc
| STT              | Nhan đề                                  | Sáng tác                                                  | Thời lượng |
| ---------------- | ---------------------------------------- | --------------------------------------------------------- | ---------- |
| 1.               | "Yes! I Am a Long Way from Home"         | Dominic Aitchison                                         | 5:57       |
| 2.               | "Like Herod"                             | Aitchison Stuart Braithwaite Martin Bulloch John Cummings | 11:41      |
| 3.               | "Katrien"                                | Aitchison Braithwaite                                     | 5:24       |
| 4.               | "Radar Maker"                            | Cummings                                                  | 1:35       |
| 5.               | "Tracy"                                  | Aitchison Braithwaite Cummings                            | 7:19       |
| 6.               | "Summer (Priority Version)"              | Aitchison Braithwaite                                     | 3:28       |
| 7.               | "With Portfolio"                         | Aitchison Braithwaite Bulloch Cummings Brendan O'Hare     | 3:10       |
| 8.               | "R U Still in 2 It"                      | Braithwaite Aidan Moffat                                  | 7:20       |
| 9.               | "A Cheery Wave from Stranded Youngsters" | Braithwaite Bulloch                                       | 2:18       |
| 10.              | "Mogwai Fear Satan"                      | Aitchison Braithwaite Bulloch                             | 16:19      |
| Tổng thời lượng: | Tổng thời lượng:                         | Tổng thời lượng:                                          | 64:31      |

| Đĩa đính kèm trong bản tái phát hành | Đĩa đính kèm trong bản tái phát hành                                                                              | Đĩa đính kèm trong bản tái phát hành |
| STT                                  | Nhan đề | Thời lượng                           |
| ------------------------------------ | --- | ------------------------------------ |
| 1.                                   | "Young Face Gone Wrong" (từ đợt thu âm Young Team)                                                                | 2:58                                 |
| 2.                                   | "I Don't Know What to Say" (từ đợt thu âm Young Team, phát hành lần đầu trên CD Radio 1 Sound City của NME, 1998) | 1:15                                 |
| 3.                                   | "I Can't Remember" (phát hành lần đầu trên Glasgow EP compilation 7" của hãng 'Plastic Cowboy', 1998)             | 3:14                                 |
| 4.                                   | "Honey" (cover, phát hành lần đầu trên CD A Tribute to Spacemen 3 của hãng 'Rocket Girl', 1998)                   | 4:18                                 |
| 5.                                   | "Katrien" (live)                                                                                                  | 5:31                                 |
| 6.                                   | "R U Still in 2 It" (live)                                                                                        | 8:01                                 |
| 7.                                   | "Like Herod" (live)                                                                                               | 7:53                                 |
| 8.                                   | "Summer (Priority)" (live)                                                                                        | 2:59                                 |
| 9.                                   | "Mogwai Fear Satan" (live)                                                                                        | 10:26                                |

## Thành phần tham gia
Mogwai
- Stuart Braithwaite (dưới tên "pLasmatroN") – guitar, glockenspiel
- Dominic Aitchison (dưới tên "DEMONIC") – guitar bass
- Martin Bulloch (dưới tên "bionic") – trống
- John Cummings (dưới tên "Cpt. Meat") – guitar
- Brendan O'Hare (dưới tên "+the relic+") – piano, guitar

Nhạc công hổ trở
- Barry Burns – độc thoại trên "Yes! I Am a Long Way from Home"
- Mari Myren – độc thoại trên "Yes! I Am a Long Way from Home"
- Aidan Moffat – hát trên "R U Still in 2 It"
- Shona Brown – sáo trên "Mogwai Fear Satan"

Sản xuất
- Paul Savage – sản xuất
- Andy Miller – sản xuất

Bìa và thiết kế
- Keith Cameron – ghi chú bìa (ấn bản tái phát hành 2008)
- Brendan O'Hare – hình bìa
- Neale Smith – hình

## Bảng xếp hạng
| Chart (1997)                     | Peak position |
| -------------------------------- | ------------- |
| Album Scotland (OCC)             | 69            |
| Album Anh Quốc (OCC)             | 75            |
| Album Anh Quốc Independent (OCC) | 10            |

## Lịch sử phát hành
| Quốc gia                                     | Ngày phát hành       | Hãng đĩa     | Định dạng | Catalogue # |
| -------------------------------------------- | -------------------- | ------------ | --------- | ----------- |
| Hoa Kỳ                                       | 21 tháng 10 năm 1997 | Jetset       | CD        | TWA07CD     |
| Hoa Kỳ                                       | 21 tháng 10 năm 1997 | Jetset       | 2LP       | TWA07       |
| Anh Quốc\| rowspan="2"\|27 tháng 10 năm 1997 | Chemikal Underground | CD           | CHEM018CD |             |
| Anh Quốc\| rowspan="2"\|27 tháng 10 năm 1997 | Chemikal Underground | 2LP          | CHEM018   |             |
| Úc/New Zealand                               | 28 tháng 10 năm 1997 | Spunk        | CD        | URA013      |
| Anh Quốc\| rowspan="2"\|26 tháng 5 năm 2008  | Chemikal Underground | 2CD reissue  | CHEM106CD |             |
| Anh Quốc\| rowspan="2"\|26 tháng 5 năm 2008  | Chemikal Underground | 4-LP box set | CHEM106   |             |